# Historischer Verein für Dortmund und die Grafschaft Mark
Der Historische Verein für Dortmund und die Grafschaft Mark ist ein Geschichtsverein mit Sitz in Dortmund. Er wurde 1872 gegründet. Er zählt 586 Mitglieder (Stand 31. Dezember 2004).
Der Historische Verein unterstützt wissenschaftliche und populärwissenschaftliche Projekte, so zum Beispiel die Herausgabe der stadtgeschichtlichen Zeitung Heimat Dortmund.
Unter der Leitung des langjährigen (1985–2000) Vorsitzenden Helmut Philippi (1929–2000) haben Vortragsveranstaltungen, Exkursionen und stadtgeschichtliche Projekte eine breite Resonanz in der Bürgerschaft gefunden.
Aufgabe des Vereins ist die Erforschung der Geschichte Dortmunds und der ehemaligen Grafschaft Mark durch
- Förderung und Veröffentlichung wissenschaftlicher Arbeiten zur Stadt- und Landesgeschichte
- Veranstaltungen in Form von Vorträgen und Organisation von Arbeitskreisen
- Exkursionen und Studienfahrten zu historisch interessanten Orten oder Ereignissen
- Unterhalt einer Bibliothek
- Arbeitskreis Stadtgeschichtliches Forum informiert über stadtgeschichtliche Fragestellungen.[1]

Zu den Publikationen des Vereins zählen das Jahrbuch Beiträge zur Geschichte Dortmunds und der Grafschaft Mark seit 1872 und die Zeitschrift Heimat Dortmund seit 1986.